# Чаксте, Янис
Я́нис Ча́ксте (Зирне; латыш. Jānis Čakste, в Российской империи Иван Христофорович Чаксте; 14 сентября 1859[…], Виестурская волость, Курляндская губерния, Российская империя — 14 марта 1927[…], Рига) — латвийский государственный и политический деятель, первый президент Латвийской Республики (с 14 ноября 1922 по 14 марта 1927).

## Биография

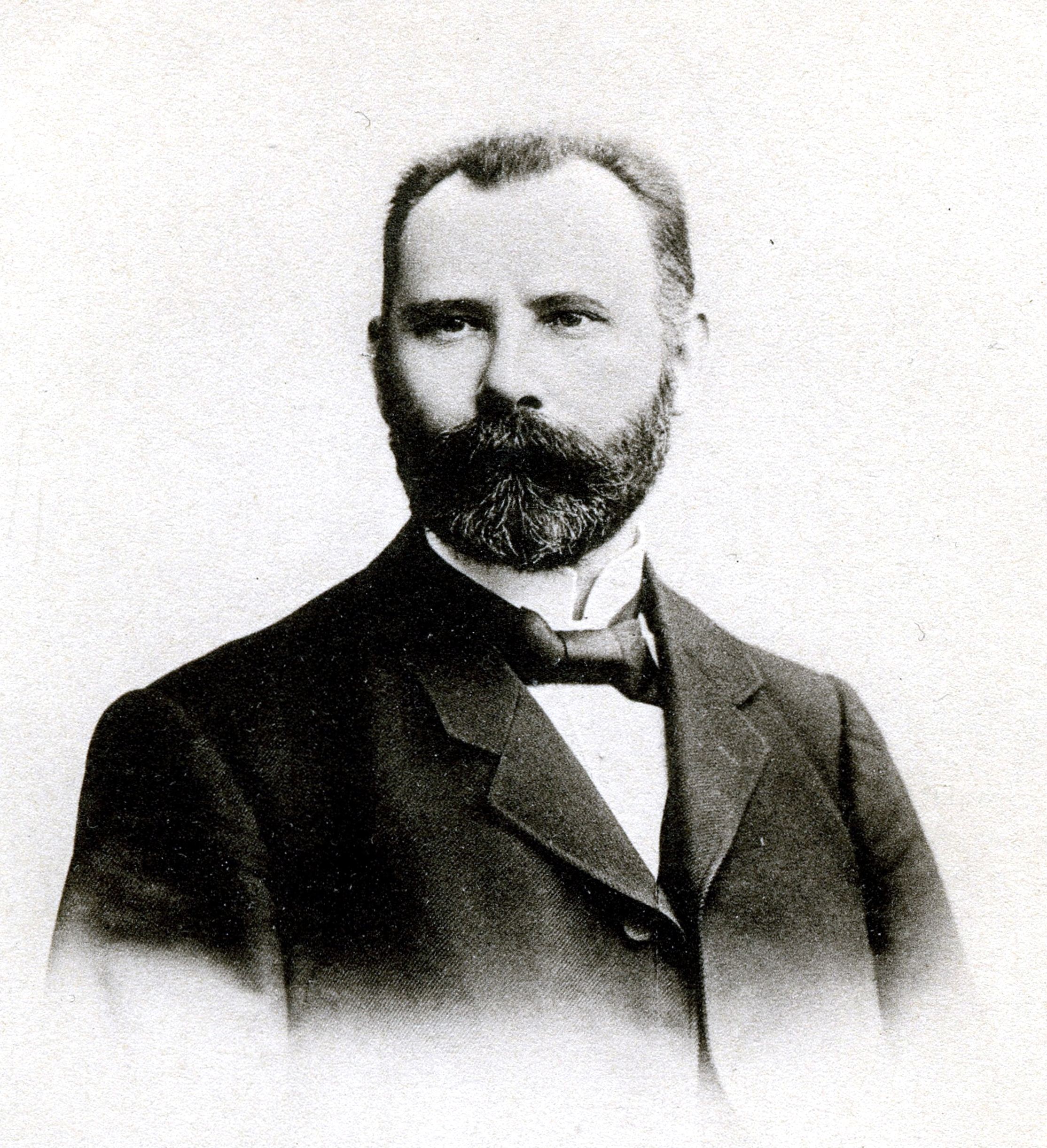
Янис Чаксте, 1906

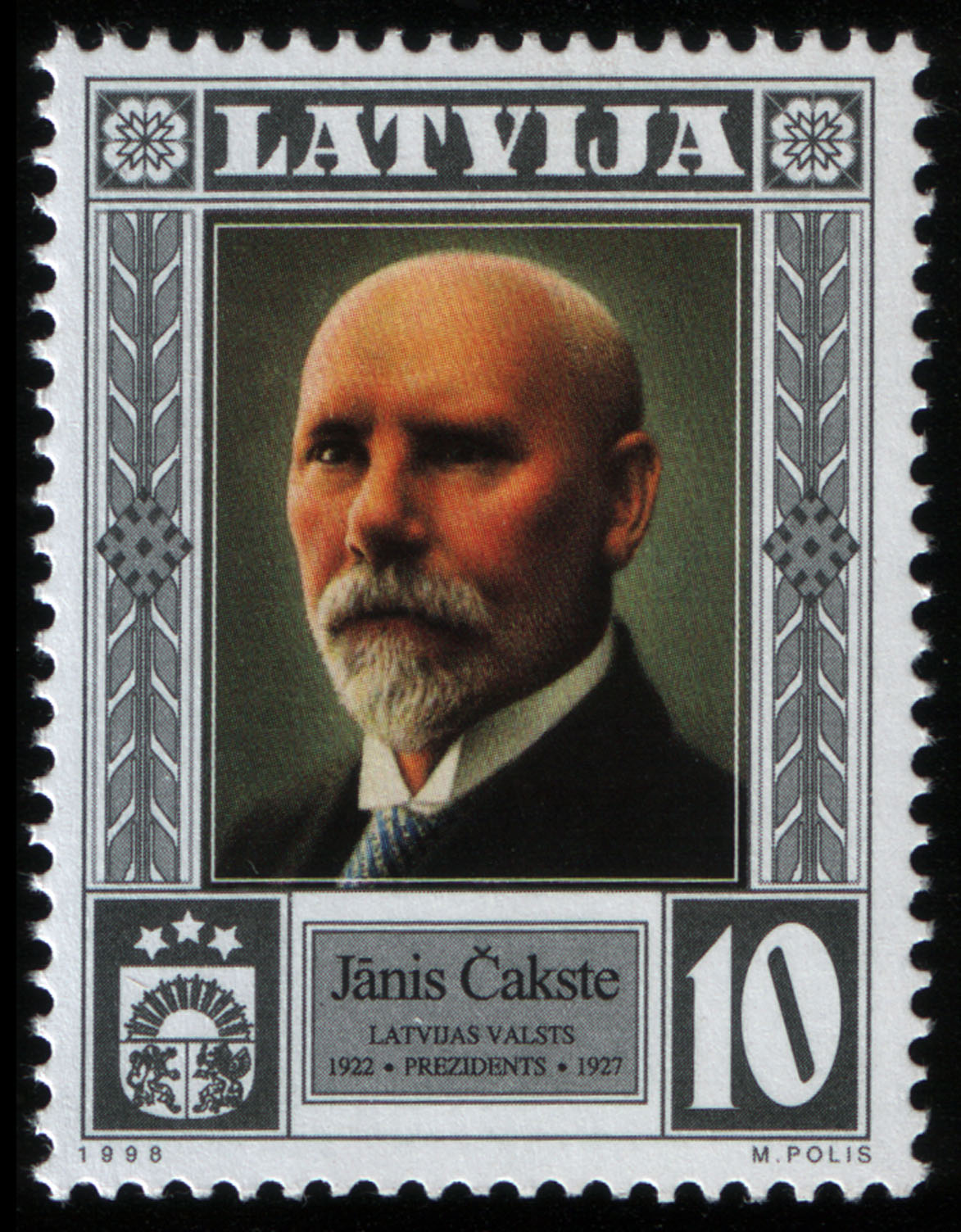
Почтовая марка Латвии, посвящённая Янису Чаксте, 1998, 10 сантимов
(Скотт 476), Михель 489)

Родился в Добленском уезде Курляндской губернии. Отец — Кришьянис (Христофор) Чаксте (Зирне; 1827—1864), мать — Каролина-Матильда, урождённая Наруновска (1835—?).
В 1882 году окончил Митавскую немецкую гимназию и поступил на юридический факультет Московского университета, где создал «Московское общество латышских студентов». После окончания университета в 1886 году работал секретарём прокуратуры Курляндской губернии.
С 1888 года — помощник присяжного поверенного, а с 20 ноября 1897 года — присяжный поверенный. Издавал (до 1914) и редактировал (до 1906) еженедельник Tēvija (латыш. Отчизна). В 1895 году организовал и финансировал IV Всеобщий праздник песни в Митаве, потратив примерно 4000 золотых рублей. Возглавлял Митавское латышское общество.
В революцию 1905 года выступил с программой автономии Латвии. В 1906 году был избран депутатом I Государственной Думы от Курляндской губернии. В Думе примкнул к партии кадетов. После роспуска Думы подписал «Выборгское воззвание», за что в 1908 году три месяца провёл в Митавской тюрьме. С началом Первой мировой войны — председатель Митавского комитета Красного Креста.
Весной 1915 года переехал в Тарту. Активно работал в Латышском центральном комитете по оказанию помощи беженцам из Латвии. В декабре 1916 года уехал в командировку в США, но в Стокгольме узнал о революции в России и вернулся. Написал брошюру о необходимости независимости Латвии. В 1917 году — комиссар Временного правительства в Курляндской губернии, находится в Юрьеве (Тарту). С 13 октября 1917 года принимал участие в работе Латвийского временного национального совета, работал в отделе иностранных дел.
Вернулся в Латвию 11 ноября 1918 года и 17 ноября был избран председателем Народного совета Латвии.
В январе 1919 года во главе латвийской делегации посетил Лондон и парижскую мирную конференцию. Открыл 1 мая 1920 года первое заседание Учредительного собрания, принял участие в выборах его председателя и получил 83 голоса, тогда как Райнис — только 48.
14 ноября 1922 года Сейм избрал Чаксте первым президентом Латвии (92 депутата — «за», 6 воздержались) как единственного кандидата. 6 ноября 1925 года переизбран на второй срок.
За время президентства провозгласил 402 закона. В их числе следует отметить Закон об образовании, обязывающий государство и самоуправления создать столько школ для нацменьшинств, сколько необходимо. Помиловал 549 человек.
С 14 ноября 1919 года — доцент Латвийского университета, 28 сентября 1924 года получил степень почётного доктора права. С 1921 года читал лекции и на офицерских курсах.
Умер 14 марта 1927 года. Похоронен на Лесном кладбище в Риге.

## Семья
- Жена — Юстине Чаксте, урождённая Весере (Justīne Vesere, 1870—1954)
  - Сын — Висвалдис Чаксте (1891—1915)
  - Сын — Минтаутс Фридрихс Андрейс Чаксте (Mintauts Fridrihs Andrejs Čakste, 1893—1962)
  - Сын — Ринголдс Чаксте (Ringolds Čakste, 1898—1967)
  - Сын — Константин Чаксте (Konstantīns Čakste, 1901—1945)
  - Дочь — Алдона Паула Каролина, в замужестве Тепфере (Aldona Paula Karolīna Tepfere, 1903—1991)
  - Дочь — Майга, в замужестве Широнс (Maiga Šīrons, 1904—1984)
  - Дочь — Дайла Чаксте (Daila Čakste, 1909—2004)
  - Дочь — Янина Чаксте (Janīna Čakste, 1896—1978)
  - Сын — Гедиминс Чаксте (Ģedimins Čakste, 1897—1979)

## Память
- В 2003 году в Елгаве установлен памятник, а в Риге именем Чаксте названа улица.
- Именем Чаксте названа площадь в Лиепае[7].

## Награды
- Награждён орденами Трёх звёзд, Белой розы, Возрождения Польши 1-й степени.
- Кавалер Большого креста ордена Леопольда I.